# Cesare Ripa
Pour les articles homonymes, voir Ripa.
Cesare Ripa, né aux alentours de 1555 à Pérouse et mort le 22 janvier 1622, est un érudit italien du XVIe siècle, amateur d'art et auteur de l'Iconologie (Iconologia overo Descrittione dell'Imagini universali), livre d'emblèmes extrêmement célèbre en son temps.

## Biographie
Cesare Ripa est né entre 1550 et 1560 à Pérouse. La majorité des biographes estiment que son nom de naissance est Giovanni Campani.
Tout jeune, Cesare Ripa entre à la cour du cardinal Anton Maria Salviati avec la fonction d'écuyer tranchant (trinciante), c'est-à-dire qu'il a pour tâche de couper et de servir les viandes lors des repas importants. C'est à cette période qu'il aurait rédigé l'Iconologie, ayant accès à la bibliothèque du cardinal.
Après la mort de Salviati en 1602, il serait passé au service du cardinal Gregorio Petrocchini.
Membre de l'Accademia dei filomati (it) et de l'Accademia degli Intronati de Sienne (sociétés d'érudits qui se consacrent à l’étude d'œuvres littéraires classiques et de pièces anciennes), il aurait eu des contacts avec l’Accademia degli Incitati à Rome où il résida entre 1611 et 1620, dans la via Paolina.
Un certificat de décès atteste qu'il est mort à Rome le 22 janvier 1622, probablement pauvre.

## Œuvre

### L'Iconologie

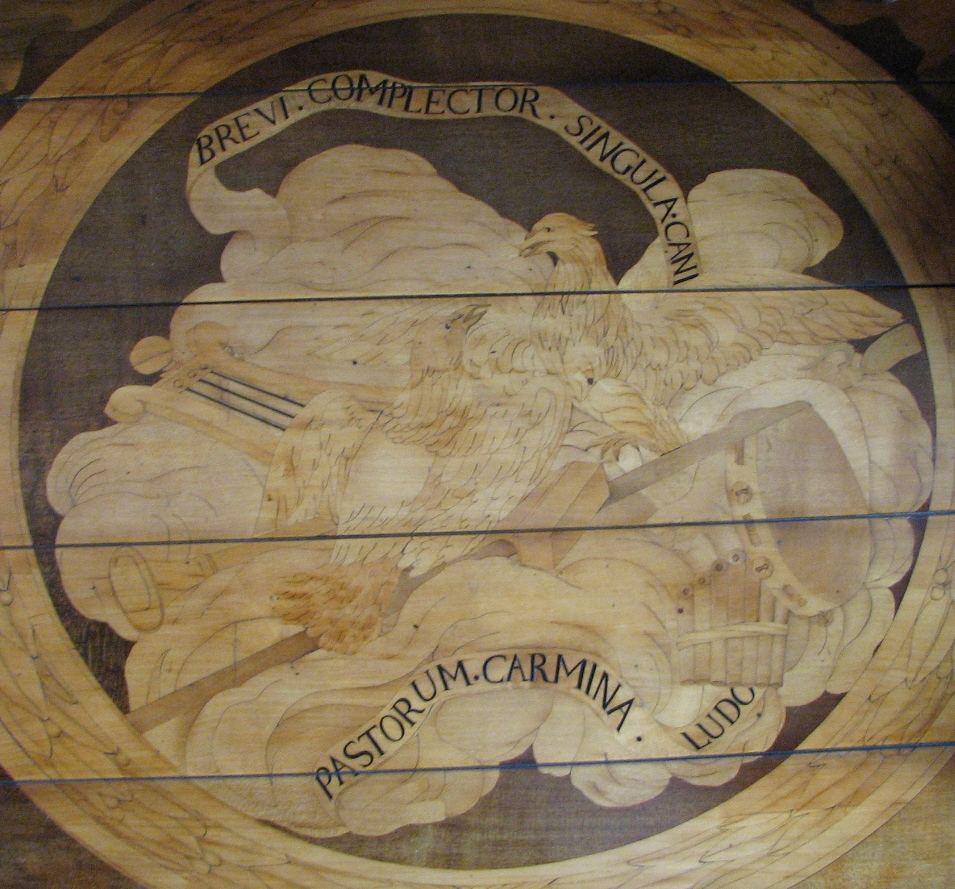
Phrases tirées de lIconologia reprises pour illustrer la marqueterie de secrétaire à cylindre de Louis XV à Versailles.

En 1593, il fait paraître le recueil d'allégories, Iconologia. L'œuvre est publiée à Rome chez l'imprimeur Heredi di Giovanni Gigliotti ; elle est dédiée au cardinal Giovanni Salviati. Les sources littéraires de l’œuvre sont les Hieroglyphica de Pierio Valeriano, l’Emblematum libellus d'Andrea Alciato, le Discorso sopra le medaglie degli antichi de Sebastiano Erizzo et les Pitture d'Anton Francesco Doni.
L'œuvre, qui a pour ambition de « servir aux poètes, peintres et sculpteurs, pour représenter les vertus, les vices, les sentiments et les passions humaines », est une encyclopédie où sont présentées par ordre alphabétique des allégories telles que la Paix, la Liberté ou la Prudence, reconnaissables aux attributs et aux couleurs symboliques. Ainsi cette description de l'Astrologie tirée de l'édition parisienne de 1643 :

« Cette figure de l’Astrologie est tirée de la description que plusieurs excellents Poëtes en ont faite. Elle a un habillement bleu, des ailes au dos, un Compas en la main droite, & en la gauche, un Globe celeste. Elle est vestuë de bleu, pour nous apprendre qu’elle a la contemplation des Cieux, & des Estoilles, qui leur servent d’ornement ; aussi en est-elle couronnée. (...) »

— Iconologie, Paris 1643, Emblème XV, Astrologie
L'édition originale de 1593 ne comprend pas d'illustrations, même si Ripa en prévoyait, aussi elle est suivie en 1603 d'une nouvelle édition qui comporte 150 gravures sur bois, certaines d'après des dessins du Cavalier d'Arpin, d'autres d'après Giovanni Guerra.
L'ouvrage est organisé comme un dictionnaire, les entrées de la première édition étant classées par ordre alphabétique de « Abondance » à « Zèle ». Un index est ajouté à partir de l'édition de 1611. L'ouvrage possède donc une qualité didactique, renforcée par la présentation des allégories qui joint à une description précise de la figure l'interprétation de ses éléments.
L'ouvrage est donc une véritable somme des connaissances sur le genre allégorique. Ripa cite certaines sources, telles que les monnaies antiques. Il tire également son inspiration des Hyeroglyphica de Pierio Valeriano  (1556) et sans doute également des Hyeroglyphica de Horapollon qui ont inspiré Valeriano, ou des Emblemata d'André Alciat.

### Rééditions
Le succès de l'œuvre est tel que les éditions, les traductions et les imitations se succèdent. Les artistes contemporains puiseront tout au long du siècle dans ce réservoir de concepts et de figures.
En 1603 le texte est réédité à Rome par Lepido Faci et dédié à Lorenzo Salviati, avec 400 articles supplémentaires et de nouvelles gravures. Il existe plusieurs exemplaires de cette édition, notamment à la Bibliothèque nationale de France (BNF, cote Z-3605) et celle de l'Arsenal (RES 4-BL-5093). Les dessins ayant servi aux gravures seraient en partie du Cavalier d'Arpin et aussi de Giovanni Guerra.
En 1611, paraît une nouvelle édition à Padoue chez l'imprimeur Pietro Paolo Tozzi, avec un nombre encore plus important de gravures. En 1613, le livre est réédité par la famille d'imprimeurs Matteo Florimi à Sienne sous le titre Nuova Iconologia, avec une dédicace à Filippo d’Averardo Salviati et l’ajout de 200 nouvelles illustrations. La dernière réédition, du vivant de l'auteur, celle de l'imprimeur Pietro Paolo Tozzi, paraît en 1618 à Padoue.
Après la mort de Cesare Ripa, paraissent : en 1625, la Novissima Iconologia (Tozzi, Padoue) puis en 1630, la Più che novissima Iconologia, chez Donato Pasquardi, avec des ajouts de Giovanni Zaratino Castellini.

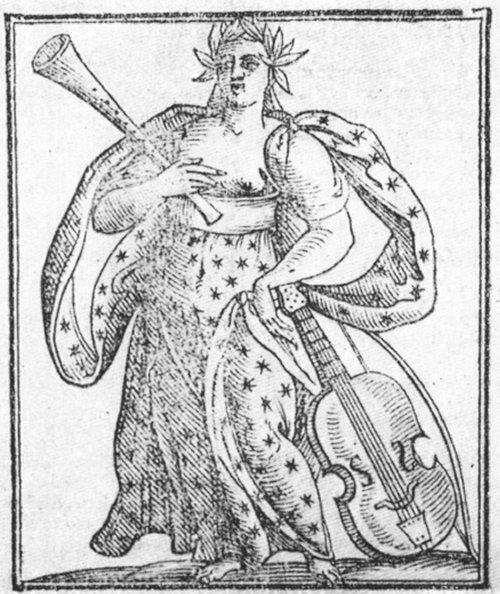
La poésie (édition italienne de 1603)
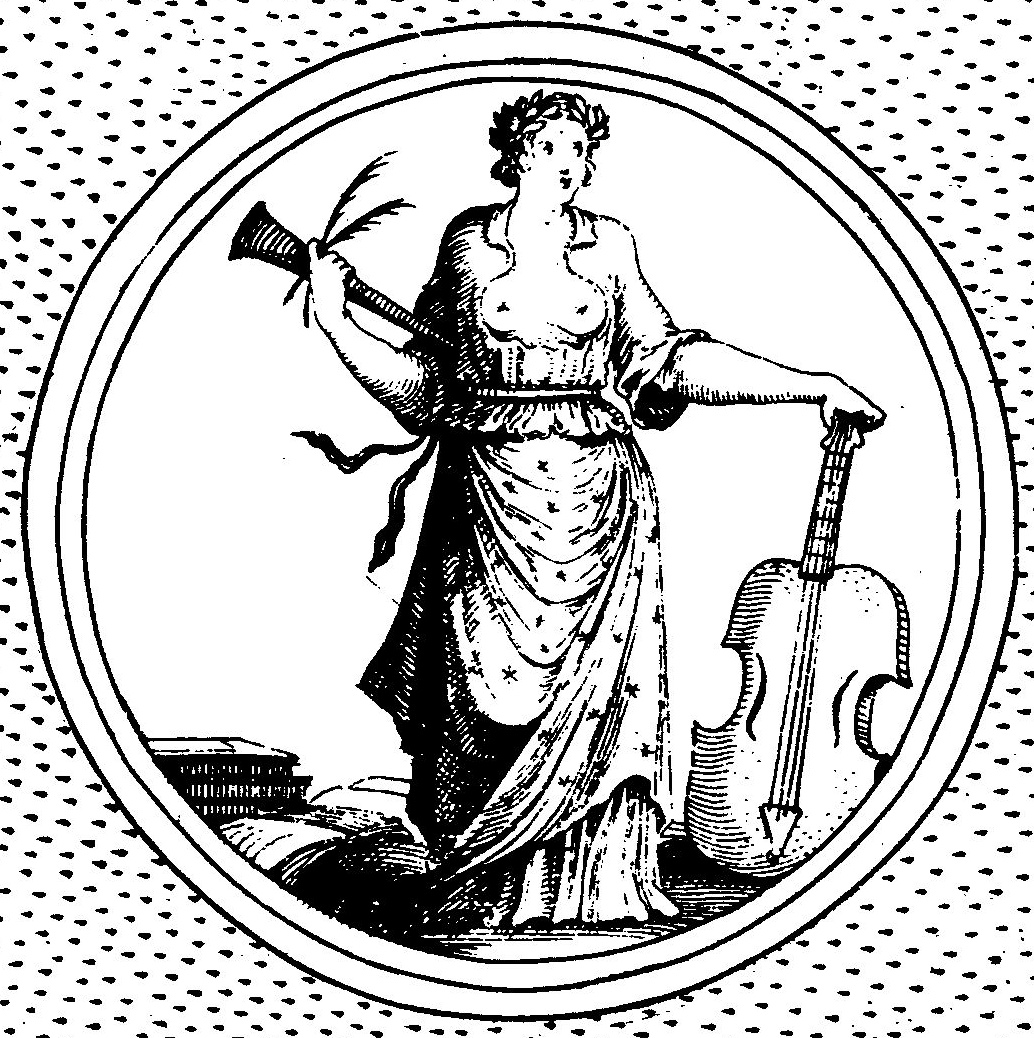
La poésie (édition française de 1643, 2e partie)

## Influence

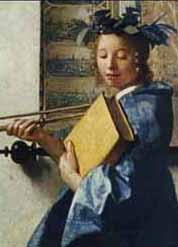
Clio, détail du tableau L'Art de la peinture, Jan Vermeer (1662-1666)

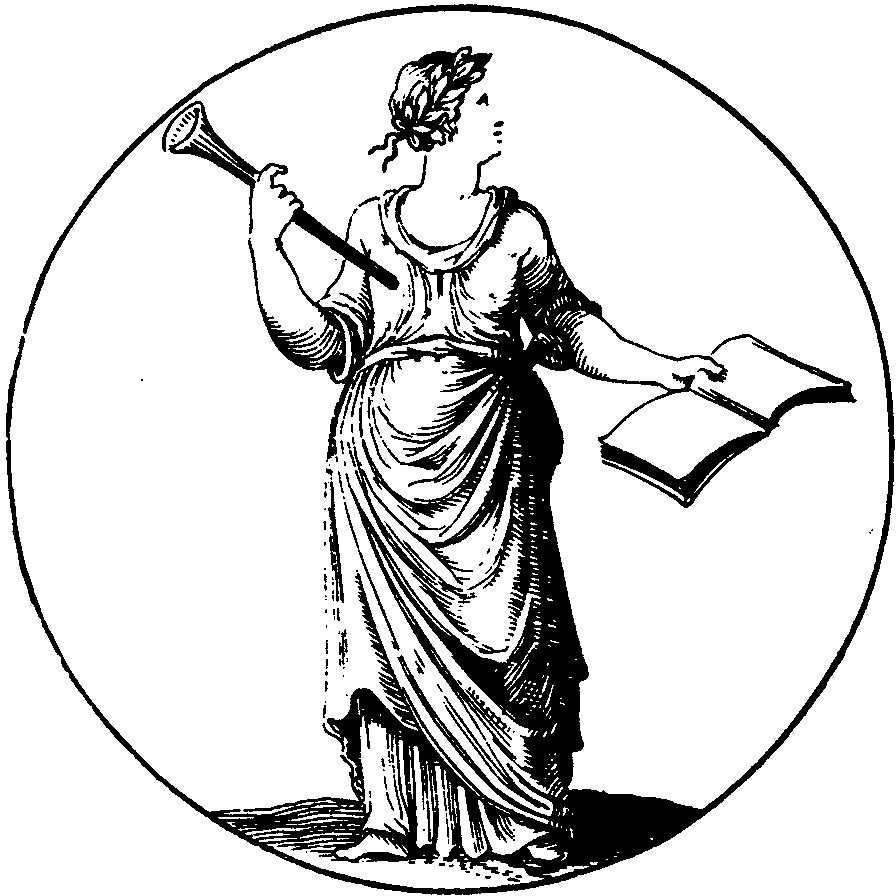
La muse Clio par Jacques de Brie dans l'édition française de lIconologie

Le livre de Cesare Ripa est une compilation savante de motifs antiques et ésotériques. Il va servir de manuel de référence à plusieurs générations de poètes et d'artistes. Un des exemples les plus connus est le tableau de Vermeer, L'Art de la peinture (1662-1666), représentant le peintre et son modèle représentée en Clio, muse de l'histoire. La jeune femme porte la couronne de lauriers qui signifie la gloire de ceux qui sont dignes de passer à la postérité, la trompette de la renommée, et le volume dans lequel sont consignés les faits par les historiographes. On retrouve l'influence de Ripa dans un autre tableau de Vermeer, L'Allégorie de la foi (1671 ou 1674) qui est exposé au Met. L'influence du recueil joue aussi bien sur des artistes italiens (Le Bernin, Le Dominiquin, Francesco Albani, Le Guerchin, Annibal Carrache...) que sur des peintres français (Sébastien Bourdon, Simon Vouet, Eustache Le Sueur, Charles Le Brun...).
Le livre aura également une grande influence dans les arts appliqués, par exemple la tapisserie et l'architecture. La décoration du palais de Versailles, notamment, devra beaucoup à L'Iconologie de Ripa, qui fournira aussi des modèles pour les costumes allégoriques portés par les danseurs lors des ballets et des fêtes données par le jeune Louis XIV.
Pour les lecteurs, c'est une source d'inspiration, mais également une encyclopédie iconographique savante qui leur fournit des dizaines de motifs dont la présence est attestée chez les auteurs classiques. De nombreux artistes s'en inspireront, notamment le peintre baroque Antonio Cavallucci, dont le tableau L'Origine de la musique est inspiré de l'ouvrage de Ripa.

### Traductions
Des traductions paraissent dans toute l'Europe et attestent de la popularité pérenne de l'œuvre :
- France ou langue française : la première édition, traduite par Jean Baudoin et ornée de gravures sur cuivre réalisées par Jacques de Bie, date de 1636[17]. Vite épuisée[18], elle est suivie d'une deuxième édition comprenant deux parties réunies en un seul volume in-folio, avec une traduction plus complète[19]. Une édition en français de cette traduction est publiée à Amsterdam en 1698[20].
- Hollande : 1644, 1699
- Allemagne : 1705, 1760
- Angleterre : 1709, 1779

### La redécouverte auXXesiècle
Après un relatif oubli au XIXe siècle, l'Iconologie de Ripa a été l’objet d’une importante étude d'Émile Mâle, publiée d'abord en italien, puis reprise dans L'Art religieux du XIIe au XVIIIe siècle et faisant l'objet de deux articles dans la Revue des Deux Mondes en mai 1927. Ces études permettant de déchiffrer l'iconographie d'œuvres dont le sens échappait encore, telle que les pendentifs de la coupole San Carlo ai Catinari du Dominiquin.
Un autre travail notable est celui d'Erna Mandowsky. On y trouve une longue liste de monuments pour la décoration desquels on reconnaît l’utilisation des définitions des allégories de Ripa.
En 1992, paraît une édition commentée de l'Iconologia signée Piero Buscaroli, avec une préface de Mario Praz.